# Szilárd Vereș
Szilárd Vereș (Cluj-Napoca, 27 gennaio 1996) è un calciatore rumeno, centrocampista del Csíkszereda.

## Carriera
Cresciuto nel settore giovanile del CFR Cluj, ha esordito in prima squadra il 21 maggio 2014 disputando l'incontro di Liga I perso 2-1 contro il Săgeata Năvodari.

## Statistiche

### Presenze e reti nei club
Statistiche aggiornate al 25 ottobre 2021.
| Stagione              | Squadra               | Campionato            | Campionato | Campionato | Coppe nazionali | Coppe nazionali | Coppe nazionali | Coppe continentali | Coppe continentali | Coppe continentali | Altre coppe | Altre coppe | Altre coppe | Totale | Totale |
| Stagione              | Squadra               | Comp                  | Pres       | Reti       | Comp            | Pres            | Reti            | Comp               | Pres               | Reti               | Comp        | Pres        | Reti        | Pres   | Reti   |
| --------------------- | --------------------- | --------------------- | ---------- | ---------- | --------------- | --------------- | --------------- | ------------------ | ------------------ | ------------------ | ----------- | ----------- | ----------- | ------ | ------ |
| mag. 2014             | CFR Cluj              | L1                    | 1          | 0          |                 | -               | -               |                    | -                  | -                  |             | -           | -           | 1      | 0      |
| 2014-2015             | CFR Cluj              | L1                    | 13         | 0          | CR              | 1               | 0               | UEL                | 0                  | 0                  |             | -           | -           | 14     | 0      |
| 2015-2016             | CFR Cluj              | L1                    | 1          | 0          | CR              | 3               | 0               |                    | -                  | -                  |             | -           | -           | 4      | 0      |
| 2016-gen. 2017        | CFR Cluj              | L1                    | 0          | 0          | CR              | 0               | 0               |                    | -                  | -                  | SR          | 0           | 0           | 0      | 0      |
| Totale CFR Cluj       | Totale CFR Cluj       | Totale CFR Cluj       | 15         | 0          |                 | 4               | 0               |                    | 0                  | 0                  |             | 0           | 0           | 19     | 0      |
| gen.-mag. 2017        | Gyirmót               | NB1                   | 3          | 0          | CU              | 1               | 0               |                    | -                  | -                  |             | -           | -           | 4      | 0      |
| 2017-2018             | Național Sebiș        | L3                    | ?          | ?          | CR              | 0               | 0               |                    | -                  | -                  |             | -           | -           | 0      | 0      |
| 2018-2019             | Csíkszereda           | L3                    | ?          | ?          | CR              | 3               | 0               |                    | -                  | -                  |             | -           | -           | 3      | 0      |
| 2019-2020             | Csíkszereda           | L2                    | 18         | 1          | CR              | 1               | 0               |                    | -                  | -                  |             | -           | -           | 19     | 1      |
| Totale Miercurea Ciuc | Totale Miercurea Ciuc | Totale Miercurea Ciuc | 18+        | 1+         |                 | 4               | 0               |                    | -                  | -                  |             | -           | -           | 22+    | 1+     |
| 2020-2021             | Mioveni               | L2                    | 26         | 2          | CR              | 0               | 0               |                    | -                  | -                  |             | -           | -           | 26     | 2      |
| 2021-2022             | Mioveni               | L1                    | 7          | 0          | CR              | 0               | 0               |                    | -                  | -                  |             | -           | -           | 7      | 0      |
| Totale Mioveni        | Totale Mioveni        | Totale Mioveni        | 33         | 2          |                 | 0               | 0               |                    | -                  | -                  |             | -           | -           | 33     | 2      |
| Totale carriera       | Totale carriera       | Totale carriera       | 69         | 3          |                 | 9               | 0               |                    | 0                  | 0                  |             | 0           | 0           | 78     | 3      |

## Palmarès

### Club

#### Competizioni nazionali
- Coppa di Romania: 1

CFR Cluj: 2015-2016